# 道格拉斯鎮區 (愛荷華州索克縣)
道格拉斯鎮區（英語：Douglas Township）是位於美國愛荷華州索克縣的一個行政鎮區。

## 地方資料
根據2010年美國人口普查的數據，道格拉斯鎮區的面積為93.08平方千米，當中陸地面積為92.82平方千米，而水域面積為0.26平方千米。當地共有人口132人，而人口密度為每平方千米1.42人。